# Atletica leggera ai Giochi della XIV Olimpiade - Lancio del martello

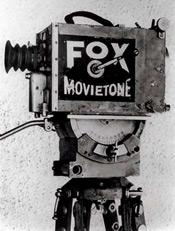
Video della gara (i migliori lanci di Imre Nemeth)

La competizione del lancio del martello di atletica leggera ai Giochi della XIV Olimpiade si è disputata il giorno 31 luglio 1948 allo Stadio di Wembley a Londra.

## L'eccellenza mondiale
| Campione europeo 1946    | 56,44 | Bo Ericson     | Presente |
| Primatista stagionale    | 59,02 | Imre Németh    | Presente |
| Vincitore dei Trials USA | 54,16 | Robert Bennett | Presente |

Mancando i forti lanciatori tedeschi (la Germania non è invitata ai Giochi), è Imre Németh il chiaro favorito alla vigilia.

## Risultati

### Turno eliminatorio
Qualificazione49,00 m
Tredici atleti ottengono la misura richiesta.

| Pos. | Atleta                    | Nazione        | Misura |
| ---- | ------------------------- | -------------- | ------ |
| 1    | Imre Németh               | Ungheria       | 54,02  |
| 2    | Einar Söderqvist          | Svezia         | 52,39  |
| 3    | Bo Ericsson               | Svezia         | 52,28  |
| 4    | Svend Aage Frederiksen    | Danimarca      | 51,35  |
| 5    | Robert Howard Bennett     | Stati Uniti    | 51,13  |
| 6    | Teseo Taddia              | Italia         | 51,06  |
| 7    | Hans Houtzager            | Paesi Bassi    | 50,91  |
| 8    | Ivan Gubijan              | Jugoslavia     | 50,44  |
| 9    | Henry Dreyer              | Stati Uniti    | 50,37  |
| 10   | Lauri Tamminen            | Finlandia      | 49,82  |
| 11   | Duncan Clark              | Gran Bretagna  | 49,76  |
| 12   | Gin Gang-Hwan             | Corea del Sud  | 49,49  |
| 13   | Samuel Felton             | Stati Uniti    | 49,20  |
| 14   | Reino Kuivamäki           | Finlandia      | 48,99  |
| 15   | Poul Cederquist           | Danimarca      | 48,16  |
| 16   | Ewan Douglas              | Gran Bretagna  | 47,77  |
| 17   | Norman Drake              | Gran Bretagna  | 47,75  |
| 18   | Pierre Legrain            | Francia        | 47,60  |
| 19   | Daniel Coyle              | Irlanda        | 47,11  |
| 20   | Juan Fuse                 | Argentina      | 46,95  |
| 21   | Edmundo Zúñiga            | Cile           | 44,03  |
| 22   | Jaroslav Knotek           | Cecoslovacchia | 42,46  |
| 23   | Nat Singh Somnath         | India          | 41,36  |
| 24   | Francisco González Suaste | Messico        | 39,50  |

### Finale
Al secondo turno Németh balza in testa con 55,44. Ivan Gubijan ha collezionato due nulli e tenta il tutto per tutto al terzo lancio: ne esce un 54,27 che lo porta al secondo posto.

Al quarto lancio Robert Bennett si porta in terza posizione; al quinto il redivivo Gubijan prova a migliorarsi ma va sotto di poco al lancio precedente. Németh invece riesce a migliorarsi all'ultimo turno, piazzando una botta a 56,07. Gubijan prova a forzare ma fa un nullo.

Giunge sesto il campione europeo Ericson.

Erano 48 anni che un atleta di nazionalità ungherese non vinceva un oro olimpico in atletica leggera.
| Pos.    | Atleta                 | Età | Nazione       | Misura | Lanci | Lanci | Lanci | Lanci | Lanci | Lanci |
| Pos.    | Atleta                 | Età | Nazione       | Misura | 1     | 2     | 3     | 4     | 5     | 6     |
| ------- | ---------------------- | --- | ------------- | ------ | ----- | ----- | ----- | ----- | ----- | ----- |
| Oro     | Imre Németh            | 30  | Ungheria      | 56,07  | 53,59 | 55,44 | 54,94 | 53,73 | N     | 56,07 |
| Argento | Ivan Gubijan           | 25  | Jugoslavia    | 54,27  | N     | N     | 54,27 | 53,73 | 54,22 | N     |
| Bronzo  | Robert Howard Bennett  | 28  | Stati Uniti   | 53,73  | 52,53 | 51,11 | 52,08 | 53,73 | 51,21 | 49,81 |
| 4       | Samuel Felton          | 22  | Stati Uniti   | 53,66  |       |       |       |       |       |       |
| 5       | Lauri Tamminen         | 28  | Finlandia     | 53,08  |       |       |       |       |       |       |
| 6       | Bo Ericsson            | 29  | Svezia        | 52,98  |       |       |       |       |       |       |
| 7       | Teseo Taddia           | 28  | Italia        | 51,74  |       |       |       |       |       |       |
| 8       | Einar Söderqvist       | 26  | Svezia        | 51,48  |       |       |       |       |       |       |
| 9       | Henry Dreyer           | 37  | Stati Uniti   | 51,37  |       |       |       |       |       |       |
| 10      | Svend Aage Frederiksen | 28  | Danimarca     | 50,07  |       |       |       |       |       |       |
| 11      | Duncan Clark           | 33  | Gran Bretagna | 48,35  |       |       |       |       |       |       |
| 12      | Hans Houtzager         | 37  | Paesi Bassi   | 45,69  |       |       |       |       |       |       |
| 13      | Gin Gang-Hwan          | 31  | Corea del Sud | 43,93  |       |       |       |       |       |       |